# گوردن تامسن
گوردن تامسن (انگلیسی: Gordon Thomson؛ زادهٔ ۲ مارس ۱۹۴۵ ‏(۸۰ سال)) بازیگر اهل کانادا است. وی دانش‌آموختهٔ دانشگاه مک‌گیل است و از سال ۱۹۶۹ میلادی تاکنون مشغول فعالیت بوده‌است.
از فیلم‌ها یا مجموعه‌های تلویزیونی که وی در آن‌ها نقش داشته است، می‌توان به سانست بیچ، میس سان‌شاین کوچولو، روزهای زندگی ما و پوزئیدون، دودمان اشاره نمود.